# Немда (приток Пижмы)
Немда́ (луговомар. Немде, Лемде) — река в Республике Марий Эл и Кировской области, правый приток Пижмы (бассейн Камы).
Длина 162 км, площадь бассейна 3780 км². Среднегодовой расход воды — 6 м³/сек. Замерзает в середине ноября, вскрывается во 2-й половине апреля. Питание главным образом снеговое. Высота истока — 194,0 м над уровнем моря. Уклон реки — 0,7 м/км.
Исток реки находится на Вятских Увалах южнее посёлка Куженер. Исток находится рядом с истоком Шойки, здесь проходит водораздел бассейнов Илети и Вятки. Генеральное направление течения — север. Впадает в Пижму у села Родыгино чуть выше города Советск. Ширина реки около устья составляет 60—70 метров.
Крупнейшие населённые пункты на берегах реки — посёлки Куженер и Новый Торъял, село Ильинск. Кроме них река протекает через многочисленные деревни.
На берегах Немды расположены скальные обнажения известняковых пород пермского периода, известные как «утёсы на Немде», являющиеся памятником природы и популярным туристическим объектом.

## Река в истории

Бассейн Вятки

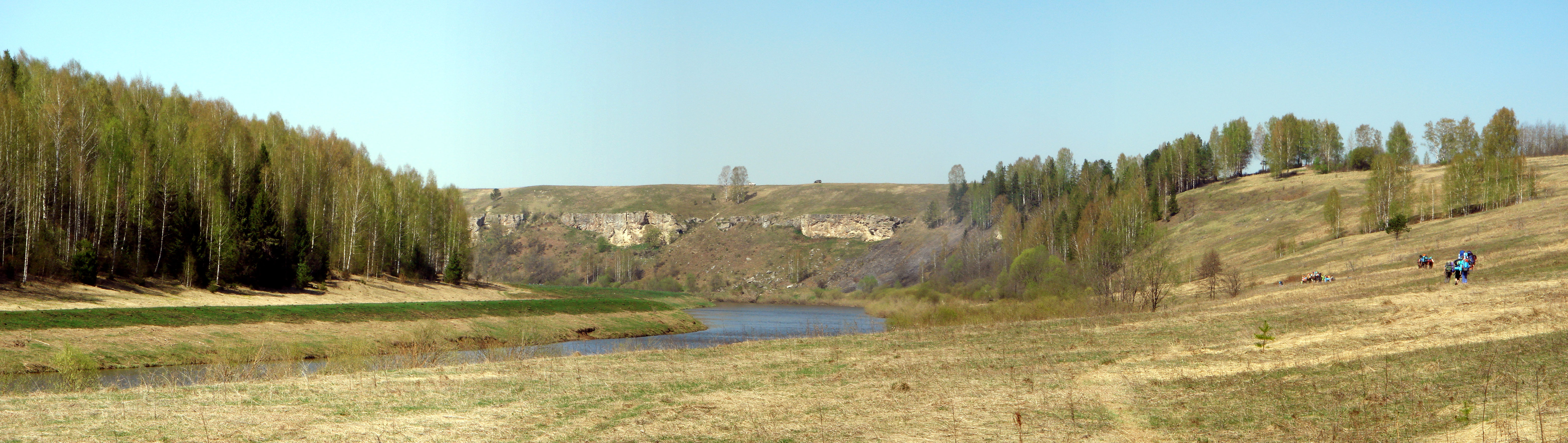
Скалы на реке Немде, Кировская область.

Древнейшее известие о реке — у путешественника Адама Олеария (1636 год).

## Притоки (км от устья)
- 8 км: река Немдеж (лв)
- 13 км: река Гремечка (пр)
- 34 км: ручей Шишурка (лв)
- 50 км: река Шиньга (лв)
- 58 км: река Сурья (пр)
- 63 км: река Коньга (Большая Коньга) (лв)
- 73 км: река Лаж (пр)
- 89 км: река Курба (лв)
- 94 км: река Кичминка (лв)
- 102 км: река Орьюшка (лв)
- 111 км: река Толмань (лв)
- 118 км: река Чуча (лв)
- 126 км: река Шукшан (лв)
- 133 км: река Руйка (пр)
- 149 км: река Туньинка (в водном реестре — река без названия, лв)

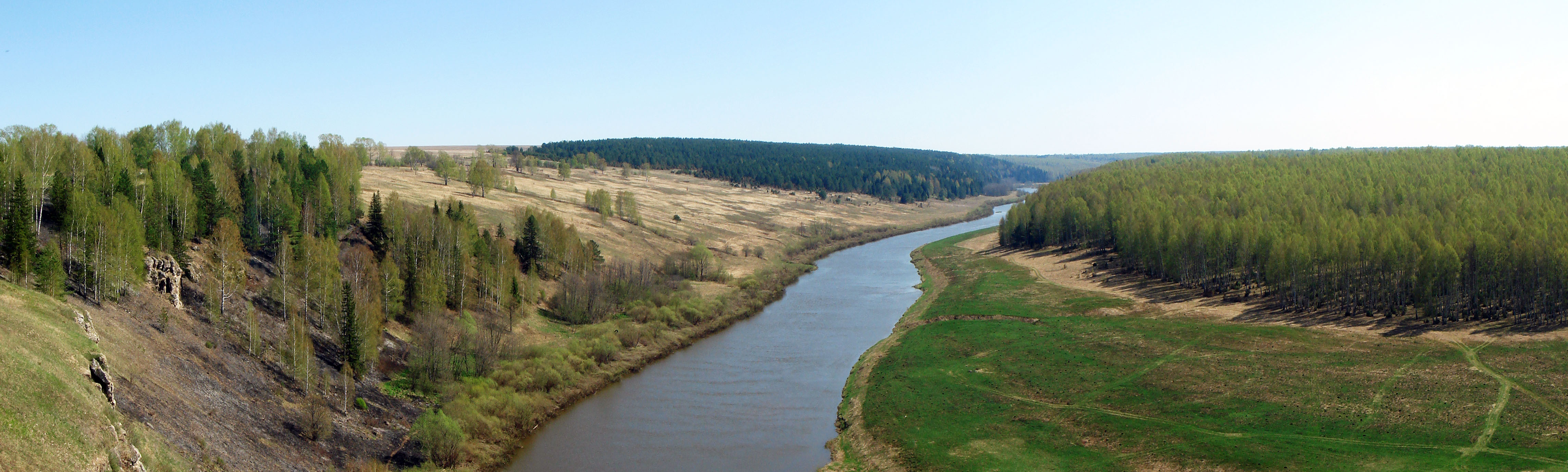
Река Немда, Кировская область.